# Экспедиция Фёдора Конюхова и Виктора Симонова
«Карелия — Северный полюс — Гренландия» — состоявшаяся в 2013 году длительная арктическая экспедиция российских путешественников Ф. Ф. Конюхова и В. А. Симонова из Карелии (Россия) до южной оконечности острова Гренландия через Северный полюс. Данный маршрут является самым протяжённым в Арктике (более 4000 км). Экспедиция стартовала из Петрозаводска 3 апреля 2013 года. Основная часть экспедиции с использованием упряжек из ездовых собак началась 6 апреля с дрейфующей ледовой станции примерно в 100 км от Северного полюса. В связи с резким потеплением и ранним началом движения полярных льдов весной 2013 года первоначальный план беспрерывного путешествия был нарушен. Маршрут экспедиции был прерван 23 мая 2013 года и на 2014 год был запланирован второй этап, который не состоялся.
Поддержку экспедиции оказывали Правительство Республики Карелия, Русское географическое общество и ряд российских СМИ. Бо́льшую часть затрат несли спонсоры.

## Участники экспедиции

### Люди

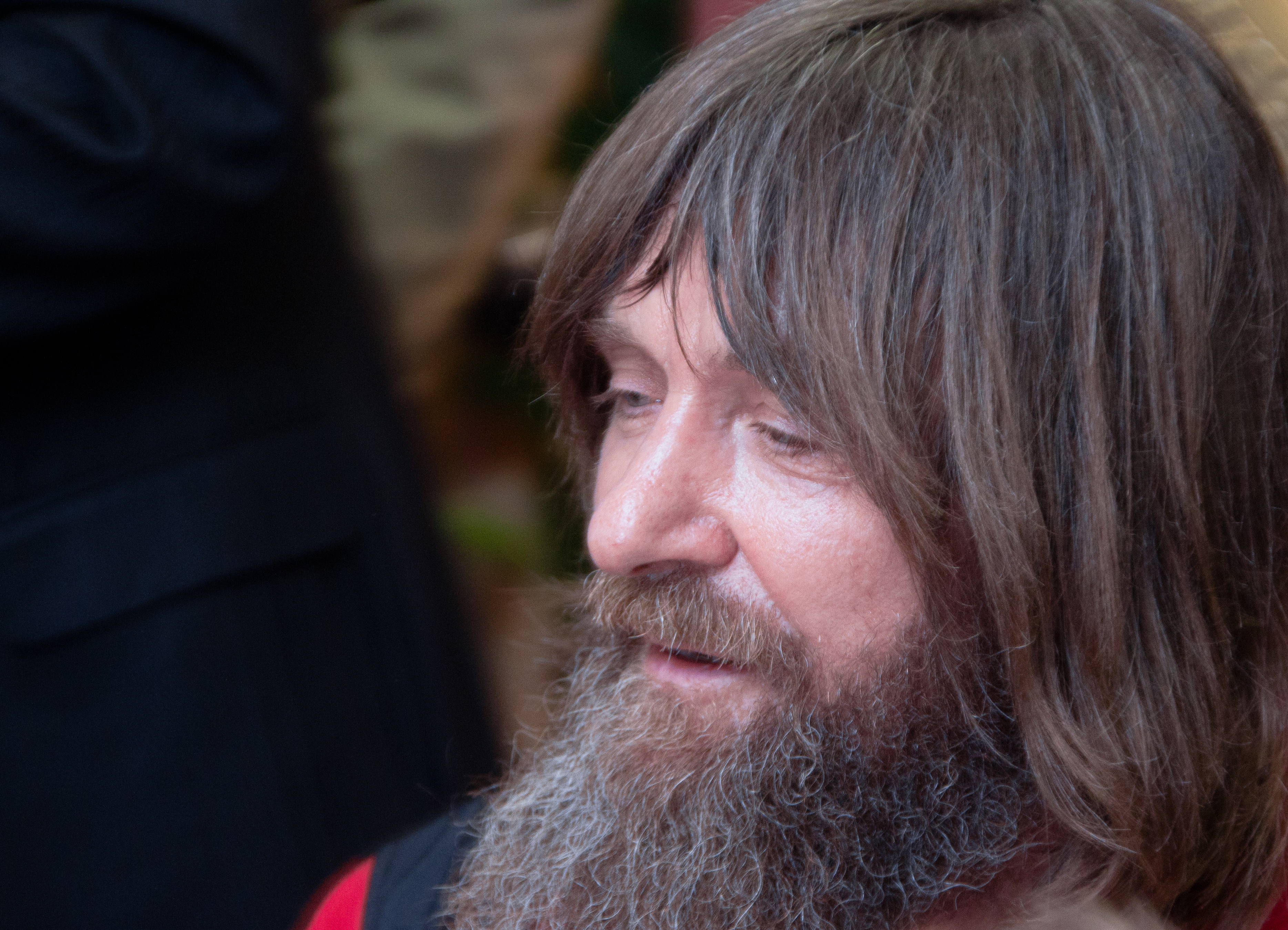
Фёдор Конюхов
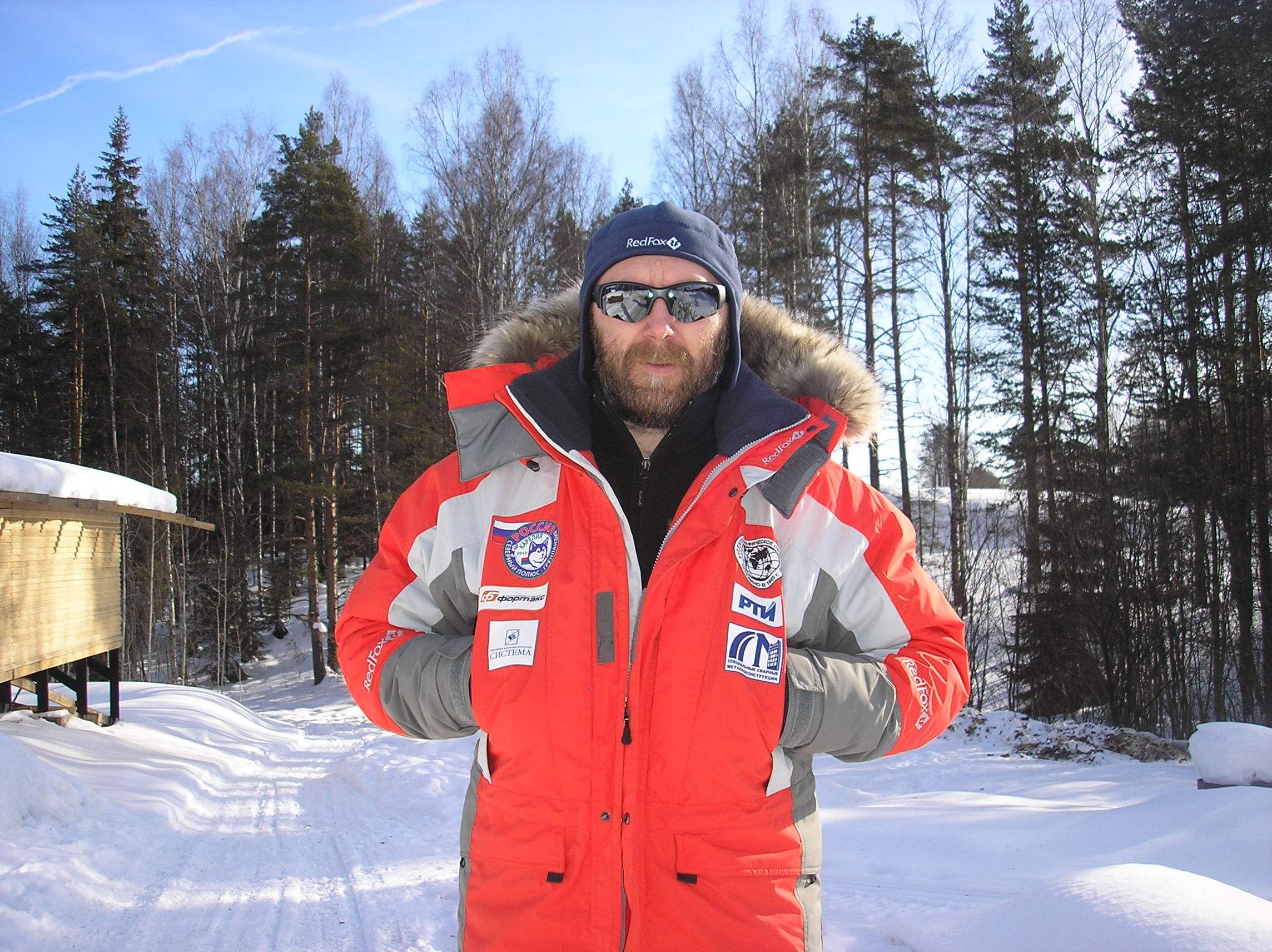
Виктор Симонов

Фёдор Филиппович Конюхов — известный российский путешественник, достигший всех пяти полюсов планеты: Северный полюс, Южный полюс, Океанский полюс недоступности, полюс высоты — гору Эверест и полюс яхтсменов Мыс Горн. Писатель, художник, заслуженный мастер спорта СССР по спортивному туризму, член Союза художников СССР, Союза писателей и Союза журналистов России, священник Русской Православной церкви.
Виктор Альбертович Симонов — российский путешественник и полярный гид. Руководитель экспедиций и туров в Арктику, на Северный полюс, на Кавказ и Забайкалье. Мастер спорта по лыжному туризму. Директор ООО «Скифы Тур». До экспедиции 6 раз был на Северном полюсе. Учредитель и основной организатор первых в России международных гонок на собачьих упряжках на средние дистанции «По земле Сампо». Кандидат на выборах в депутаты в Петрозаводский городской совет в 2011 году от партии Справедливая Россия

### Собаки
Бо́льшую часть маршрута было запланировано преодолеть на собачьих упряжках. Собаки пород чукотские ездовые и метисы, принимавшие участие в экспедиции, выращены в собственном питомника Виктора Симонова. Всего планировалось использовать 24 собаки (две упряжки). 12 (10 основных и 2 запасные) прошли от полюса до Гренландии, далее к экспедиции должны были присоединиться ещё 12 гренландских ездовых собак.

## Маршрут экспедиции

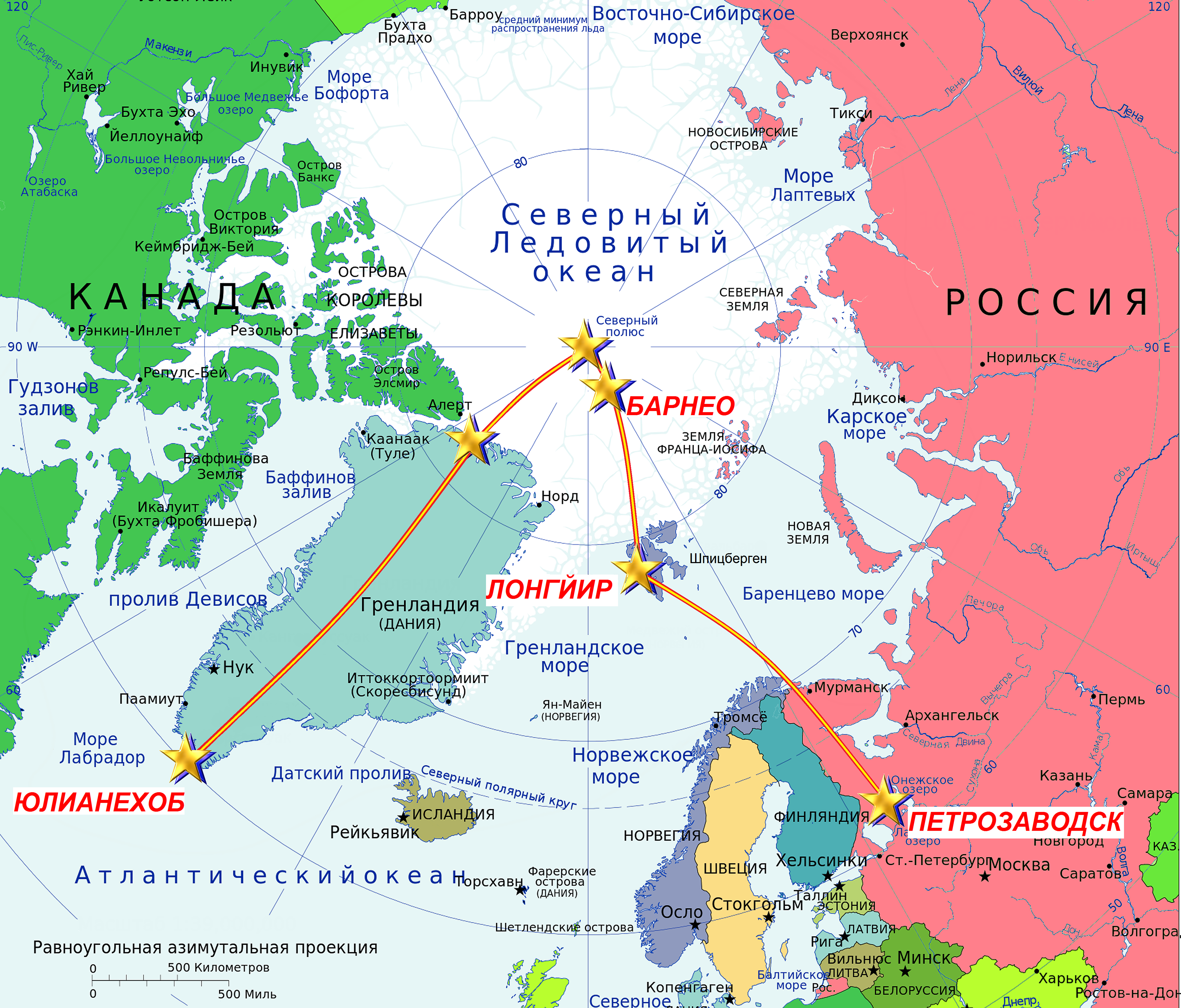
Запланированная изначально схема маршрута экспедиции Фёдора Конюхова и Виктора Симонова

Маршрут экспедиции был запланирован самым продолжительным в Арктике, предыдущие попытки преодолеть его были безуспешными.

### Первый этап (апрель — май 2013 года)
Первый этап экспедиции начался в Петрозаводске в Республике Карелии. Участники, собаки и оборудование были доставлены самолётом на Шпицберген в самое северное поселение мира Ло́нгйир. Из Лонгйира, также по воздуху, участники направились на российскую сезонную дрейфующую ледовую базу Барне́о в непосредственной близости (около 100 км) от Северного полюса. На ней были произведены последние приготовления и испытания снаряжения. Коррективы внесло повышение средней температуры воздуха и ранняя весна в полярной области в 2013 году. Вопреки прогнозам, льды начали перемещение, появилось огромное количество трещин, которые нужно было обходить. Это обстоятельство заставило путешественников изменить маршрут и переместить к западу место выхода со льдов на землю. В итоге Конюхов и Симонов достигли необитаемого острова Уорд Хант (Канада), на котором есть взлётно-посадочная полоса для воздушного транспорта. Первый этап был окончен 23 мая 2013 года.

### Второй этап (2013—2017)
Второй этап экспедиции планировалось начинать переходом с канадского арктического побережья до Гренландии. Затем подъём на гренландское ледяное плато и прохождение по нему до самого юга острова по запланированному ранее маршруту. Этот этап ожидался самым продолжительным по времени, а подъём — одним из сложнейших участков. Однако в конце мая 2013 года старт второго этапа откладывался в течение почти недели по причине мощного циклона в Канаде на острове Уорд Хант, затем из-за непогоды столько же времени было потеряно на северном побережье Гренландии. В результате было принято решение прекратить движение по запланированному маршруту из-за опасений, что экспедиция не сможет спуститься на южное побережье Гренландии вследствие таяния ледника на юге острова. Продолжение путешествия первоначально было запланировано на 2014 год. Однако старт второго этапа был отложен на год вследствие путешествия Фёдора Конюхова на вёсельной лодке через Тихий океан, продолжавшегося с декабря 2013 года по май 2014.
Позднее ряд СМИ сообщил, что маршрут арктической экспедиции будет кардинально изменён. Путешественники планируют старт в марте (по другим данным, в апреле) 2015 года в посёлке Исерток на юго-восточном побережье Гренландии, пройдут остров в северном направлении, пересекут пролив Нэрса и вдоль побережья Канады дойдут до острова Уорд Хант. Затем планируется переход через арктическое побережье Канады и Аляски, Берингов пролив, Чукотку и Таймыр. Кругосветное арктическое путешествие должно завершиться весной 2017 года в Петрозаводске, где оно стартовало в 2013 году. Вследствие проблем с оформлением документов властями Гренландии в 2015 году, продолжение экспедиции перенесено на март 2016 года.

## Цели и задачи
Цель экспедиции — пройти до последнего времени недосягаемый полярный маршрут; укрепить авторитет России среди арктических держав и Карелии как особого туристического региона; популяризовать спортивный туризм и ездовой спорт на собачьих упряжках, инициировать возврат ездового спорта в зимние Олимпийские Игры; провести серию опытов и испытаний новейшего навигационного и коммуникационного оборудования.

## Подготовка к экспедиции

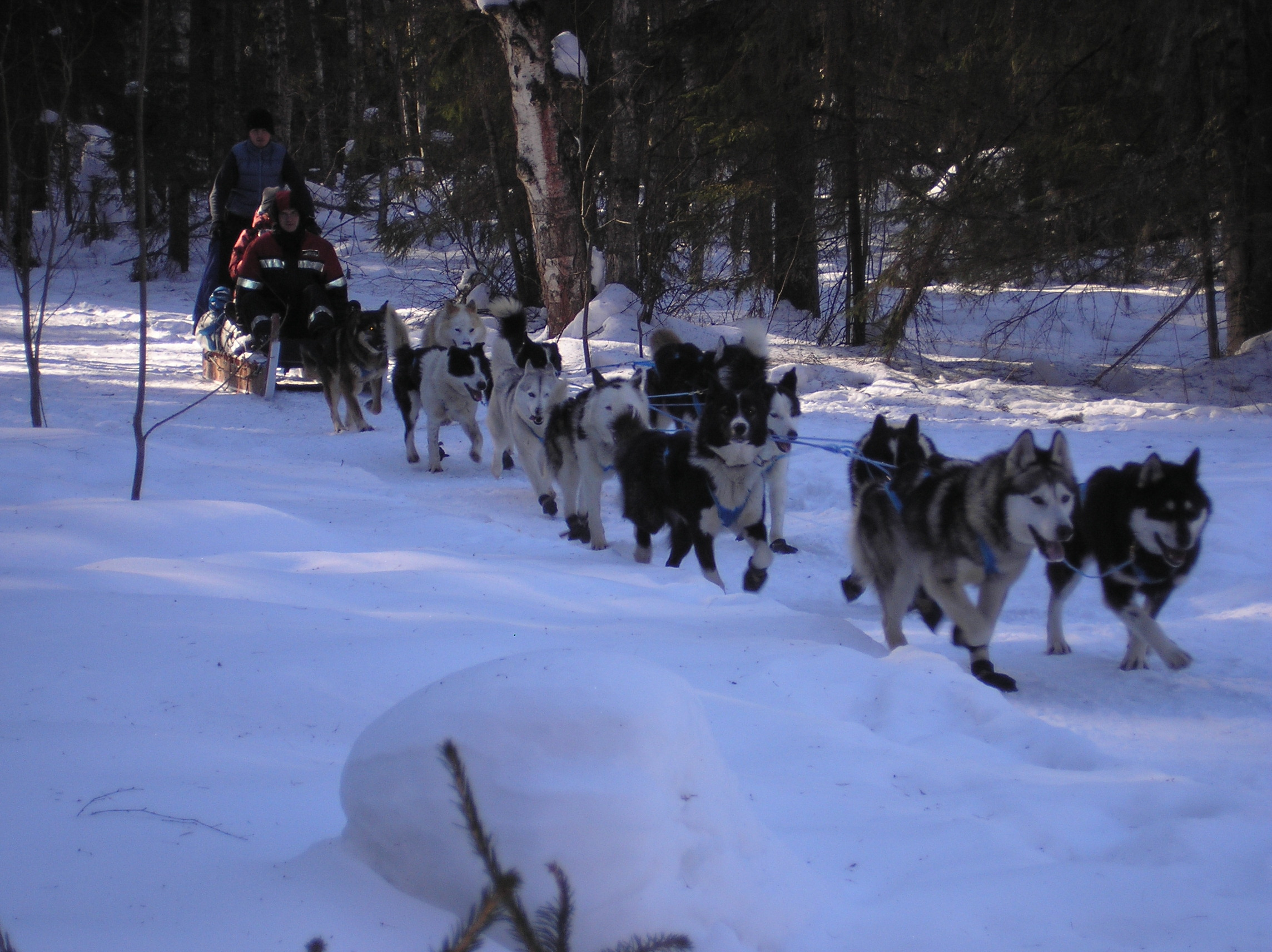
Тренировка ездовых собак и испытания экспедиционных нарт перед походом на Северный полюс

Планы проведения экспедиции рассматривались ещё в 2011 году, а активная фаза подготовки началась в июне 2012 года. Приоритетной задачей в самом начале планирования был оценка возможностей проведения подобной экспедиции. Был проведён тщательный анализ предыдущих попыток подобных экспедиций, выявлены и учтены их ошибки и недоработки. Учитывались все сложные и опасные факторы, возможности обходов труднопреодолимых участков, определены кратчайшие расстояния и метеоусловия на всех этапах пути. Особое внимание уделялось физической подготовке людей и собак, тестированию оборудования, средств навигации и связи, испытаниям доработок упряжей и нарт. Определение количества и номенклатуры необходимого в пути ремкомплекта.
Перед стартом экспедиции был создан особый дистанционный штаб экспедиции из специалистов Института водных проблем Севера Карельского научного центра РАН и Российской Академии Наук. Путешественники и их собаки прошли особое медицинское обследование и были застрахованы на случай ЧП и аварийной эвакуации.
В состав оборудования входили несколько видов средств связи и навигации, которые одновременно проходили полевые испытания: российская навигационная система ГЛОНАСС, метеорологическое оборудование, аварийные средства спасения и поиска российского производства. Также были намечены опыты с применением локационно-навигационного сопровождения арктического перехода в интересах проектирования Системы освещения обстановки в Арктике, изучение плотности метеоритных «полей» на территории Гренландии в рамках оценки астероидно-кометной опасности (АКО) в интересах создания Системы планетарной защиты от АКО.

## Трансляция в сети Интернет
За ходом экспедиции можно было следить через Интернет. Созданы специальный сайт, посвящённый экспедиции, и блог, через которые можно следить за ходом экспедиции, за местоположением путешественников. Планировалось установить веб-камеру на одну из собак. Также по ходу экспедиции проверялась возможность передачи цифровых данных с полярных широт.

## Итоги первого этапа
За 46 суток Фёдор Конюхов и Виктор Симонов, используя упряжку из 12 ездовых собак, прошли более 900 км по дрейфующим льдам. Несмотря на резко наступившее потепление и усложнившуюся ледовую обстановку, путешественники прошли эту часть маршрута без потерь, но высадиться им пришлось на остров Уорд-Хант (Канада) недалеко от Гренландии. Ещё одной опасностью оказался увязавшийся за экспедицией белый медведь, преследовавший её несколько дней, подходя порой на 20 метров с подветренной стороны. Несколько раз нарты и некоторые собаки проваливались под тонкий, припорошенный снегом лёд. Особенностью данного перехода явилось и то, что впервые за всю историю полярных экспедиций не было потеряно ни одной собаки. Все они были возвращены домой целыми и невредимыми.